# Lego Friends: Irány a színpad
A Lego Friends: Irány a színpad (eredeti cím: Lego Friends: Girlz 4 Life) 2016-ban megjelent dán–amerikai 3D-s számítógépes animációs film, amelyet DVD-n adtak ki. A rendezői Christian Cheshire, Thomas J. Mikkelsen és Darren Campbell, a producere Vicky Kjaer Jensen, az írója Temple Mathews, a zeneszerzője Harry Peat. Az eredeti filmzenéket az L2M adta elő. A DVD-film az M2 Entertainment gyártásában készült, a Warner Home Video forgalmazásában jelent meg. Műfaját tekintve zenés film. Amerikában 2016. február 2-án jelent meg DVD-n, 2016. augusztus 28-án a Disney Channel televízióadó is bemutatta. Magyarországon 2016. január 20-án jelent meg DVD-n, 2016. november 1-jén a Minimax televízióadó is bemutatta.

## Ismertető
A lányok barátsága komoly próbatétel elé kerül, mikor Livi, a megasztár feltűnik Heartlake Cityben. Miután a popsztár álnok menedzsere ellopja hőseink „Girlz” című dalát, a lányok úgy érzik, hogy ezt nem hagyják annyiban. Miközben megpróbálják elmondani Livinek, hogy valójában honnan is jött a legújabb slágere, a lányok rádöbbennek, hogy a népszerűség nem minden, és néha a barátság mindennél értékesebb a világon.

## Szereplők
| Szereplő       | Eredeti hang                           | Magyar hang        |
| -------------- | -------------------------------------- | ------------------ |
| Andrea         | Erica Mendez                           | Bogdányi Titanilla |
| Emma           | Millie O'Connor                        | Lamboni Anna       |
| Mia            | Marianne Miller                        | Szabó Zselyke      |
| Olivia         | Rachelle Heger                         | Molnár Ilona       |
| Stephanie      | Alexa Kahn                             | Csifó Dorina       |
| Livi           | Erin Fitzgerald Chloe Moore (énekhang) | Vadász Bea         |
| Megan Butaire  | Christine Cabanos                      | Peller Anna        |
| Tanya Butaire  | Cristina Vee                           | Andrusko Marcella  |
| Zoey           | Emily Albrecht                         | Berkes Boglárka    |
| Ella           | Jessica Sportelli                      |                    |
| Miss Eisenberg | Cindy Robinson                         | Bata Éva           |

## Magyar változat[2]
A szinkront a Pro Video megbízásából a Mafilm Audió Kft. készítette.
- Magyar szöveg: Laki Mihály
- Hangmérnök: Gábor Dániel
- Vágó: Simkóné Varga Erzsébet
- Gyártásvezető: Fehér József
- Szinkronrendező: Stern Dániel
- Felolvasó: Bozai József
- További magyar hangok: Győrfi Laura, Hamvas Dániel, Kisfalusi Lehel, Makranczi Zalán, Mezei Kitty, Nemes Takách Kata, Szabó Máté, Szatory Dávid, Welker Gábor

## Filmzenék
- Girlz
- In This Together
- Right Where I Belong
- High Tops
- Lights Up
- Who You Are